# Distretto di Wendeng
Il distretto di Wendeng (文登区S, WéndēngP) è un distretto della Cina, situato nella provincia dello Shandong e amministrato dalla prefettura di Weihai.